# メゼレイン
メゼレイン（mezerein）は12β-ヒドロキシダフネトキシンのキサントフィル酸エステルである。メゼレインは動物実験において抗がん活性を示す 。
1970年に、ジンチョウゲ属 (Daphne) のセイヨウオニシバリ (Daphne mezereum)から単離・構造決定された。メゼレインはダフネトキシンと同様にプロテインキナーゼCを活性化する。

## 分布
メゼレインは主にセイヨウオニシバリ (Daphne mezereum)といったジンチョウゲ属 (Daphne) の植物の種子に0.1%程度が含まれており、さらにダフネトキシンも含まれている。果実やその他の部位の毒性は低い。セイヨウオニバシリの種子は、吐剤や便秘薬、抗がん剤として利用される。外用としては痛風やリウマチ、皮膚病に使用される。農業分野では魚毒としても使用されていた。

## 効果および危険性
Daphne mezereum種子のエタノール/水抽出物はアメリカ国立癌研究所 (NCI) の標準プロトコルである白血病細胞株P-388に対して経口で増殖抑制活性を示し、マウス白血病細胞株P-1210に対しても50 μg/kgで活性を示す。メゼレインを12 - 13 μg/回の濃度で経皮投与すると発がん促進作用を示す。
ヒトに対してはメゼレインおよびDaphne mezereum種子は高い毒性を示し、経口摂取すると数時間後に口および喉の焼けつくような感覚、顔および唇の腫れ、口渇、吐き気、出血性下痢といった深刻な症状を引き起こす。メゼレインの慢性摂取は腎臓に損傷を与える。10 - 12粒の種子の摂取で死に至る。外部的には、メゼレインは強力な皮膚刺激や腫れ、水膨れ、激しいかゆみを引き起こす。皮膚接触の影響閾値は約1 μgである。